# 7809 Marcialangton
7809 Marcialangton è un asteroide della fascia principale. Scoperto nel 1979, presenta un'orbita caratterizzata da un semiasse maggiore pari a 2,3469325 au e da un'eccentricità di 0,1194257, inclinata di 6,31195° rispetto all'eclittica.